# Marlena Piekarska-Olszówka
Marlena Piekarska-Olszówka (ur. 17 kwietnia 1979 w Łodzi) – nauczyciel, prezes Fundacji „Willa Jasny Dom”.

## Życiorys
Była nauczycielem języka angielskiego w Zespołu Szkół nr 17 w Warszawie. Zajmuje się popularyzacją wiedzy na temat antykomunistycznego podziemia niepodległościowego po II wojnie światowej. Prowadzi i współrealizuje projekty edukacyjne, m.in.: konkursy dla młodzieży, filmy oraz wystawy.
Od 2013 pełni funkcję prezesa Fundacji „Willa Jasny Dom”, prowadzącej opiekę nad kamienicą przy ul. Świerszcza 2 w Warszawie, w której w okresie od lutego do listopada 1945 roku mieściła się siedziba Głównego Zarządu Informacji Wojska Polskiego. W piwnicach tego gmachu komuniści urządzili cele więzienne, a na wyższych kondygnacjach pokoje przesłuchań i biura.
Współpracuje z Urzędem do Spraw Kombatantów i Osób Represjonowanych, Instytutem Pamięci Narodowej, Towarzystwem Przyjaciół Warszawy Oddział KORT, Muzeum Niepodległości, Muzeum Powstania Warszawskiego, placówkami szkolnymi, grupami rekonstrukcyjnymi, oraz innymi organizacjami pozarządowymi.

## Odznaczenia i nagrody
- Złoty Medal Reipublicae Memoriae Meritum (2025)[1]
- Medal Stulecia Odzyskanej Niepodległości (2021)
- Srebrny Krzyż Zasługi (2019)
- Medal „Pro Patria” (2018)
- Medal Pro Bono Poloniae (2019)
- Nagroda Kustosz Pamięci Narodowej (2018)
- Złoty BohaterON (dla fundacji w kategorii „Organizacja non profit”, 2019)
- Odznaczenie Dumni z Powstańców (2025)[2][3]